# Parti de la jeunesse du grand Japon
Le parti de la jeunesse du grand Japon (大日本青年党, Dai Nippon Seinen-to), plus tard appelé association de sincérité du grand Japon (大日本赤誠会, Dai Nippon Sekisei-kai), était une organisation de jeunesse nationaliste de l'empire du Japon fondée en 1937 et imaginée sur le modèle des jeunesses hitlériennes allemandes,.

## Histoire

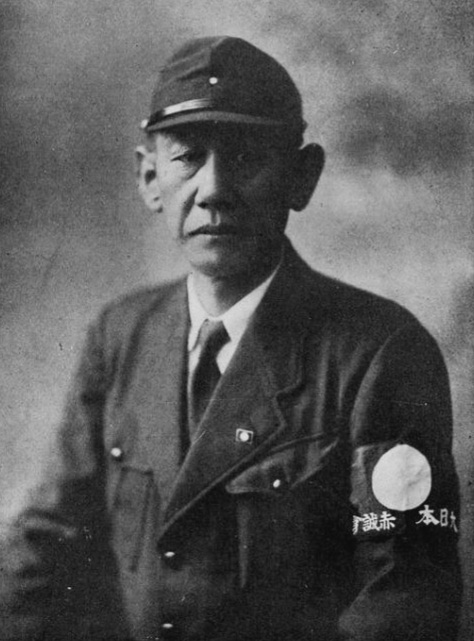
Kingoro Hashimoto dans l'uniforme du parti.

Le parti de la jeunesse du grand Japon est une organisation de jeunesse fondée par l'activiste ultranationaliste et colonel, Kingoro Hashimoto le 17 octobre 1937, après sa retraite forcée du service militaire en raison de son implication dans le coup d'État râté de l'incident du 26-Février,.
Hashimoto créa l'organisation sur le modèle des jeunesses hitlériennes de l'Allemagne nazie, jusque dans la couleur brun clair pour les uniformes et l'adoption d'un drapeau rouge avec un rond blanc au centre comme étendart du parti. Le premier rassemblement réunit 600 membres et se tint au sanctuaire Meiji dans le centre-ville de Tokyo.
L'objectif déclaré du parti était d'enseigner aux jeunes Japonais les techniques élémentaires de survie, des premiers secours, le savoir-faire des tâches quotidiennes, des leçons culturelles, les traditions et une formation au maniement des armes. L'intention première de Hashimoto était cependant de créer des jeunes idéalistes partisans de la faction de la voie impériale et de ses doctrines nationalistes et militaristes.
Durant le troisième rassemblement, tenu en novembre 1939 au parc d'Hibiya et qui réunit 2 000 membres, Hashimoto exprima son soutien à l'alliance tripartite avec l'Allemagne nazie et l'Italie fasciste, et pour un gouvernement du Japon à parti unique. Il fixa également l'objectif ambitieux de 100 000 membres pour le parti à la fin de l'année 1940.
Cependant, avec l'augmentation de la conscription militaire due à la guerre sino-japonaise (1937-1945) puis la guerre du Pacifique, la plupart des jeunes ciblés furent intégrés dans l'armée japonaise, et le parti fut loin de ses objectifs. Bien qu'il n'était pas un parti politique en lui-même, le parti de la jeunesse du grand Japon tomba sous l'égide de l'association de soutien à l'autorité impériale créée par le premier ministre Fumimaro Konoe en octobre 1940.
Incapable d'atteindre ses objectifs au Japon et mis à l'écart des actions du gouvernement, Hashimoto retourna au Mandchoukouo fin 1940 où il tenta de créer une autre organisation de jeunesse similaire parmi les Japonais émigrés mais avec beaucoup moins de réussite.
À la fin de la Seconde Guerre mondiale, le parti de la jeunesse du grand Japon n'était plus qu'une branche de l'association de soutien à l'autorité impériale et fut dissous avec cette organisation par les forces alliées.

## Références

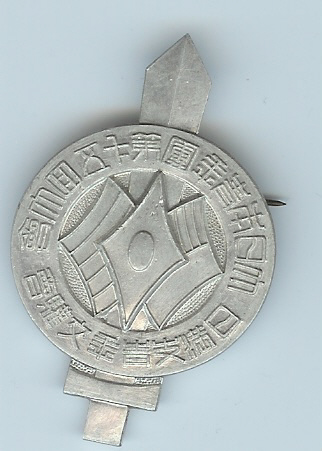
Pins du du parti.